# Лейля Аджаметова
Лейла Илясивна Аджаметова (на украински: Лейля Ільясівна Аджаметова; на кримскотатарски: Leylâ İlyas qızı Acametova, Лейля Ильяс къызы Аджаметова) е украинска лекоатлетка от кримскотатарски произход. Шампионка и медалистка от летните параолимпийски игри. Шампионка на Украйна и кандидатка за майстор на спорта на Украйна.

## Биография
Родена е на 9 март 1994 г. в Узбекистан. През 1999 г. семейството ѝ се завръща в Крим заедно с нея. От ранна детска възраст тя е с увредено зрение, но решава да се занимава с лека атлетика от 11-годишна възраст. Тренира в Харковския регионален център за физическа култура и спорт за хора с увреждания „Инваспорт“.
Лейля Аджаметова печели 3 награди от категория Т13 на Световното първенство по лека атлетика през 2019 г., което се провежда между 7 и 15 ноември в Дубай, Обединените арабски емирства. На 7 ноември тя печели бронзово отличие в бягането на 400 метра. На 10 ноември печели златен медал в бягането на 100 метра, а на 12 ноември печели втори златен медал в бягането на 200 метра.

## Награди и отличия
- Орден „За заглуги“ III степен (4 октомври 2016 г.) – за постигане на високи спортни резултати на XV летни параолимпийски игри през 2016 г. в град Рио де Жанейро (Федерална република Бразилия). Проявена смелост, всеотдайност и воля за победа, утвърждаване на международния авторитет на Украйна.[6]